# Peter Leger

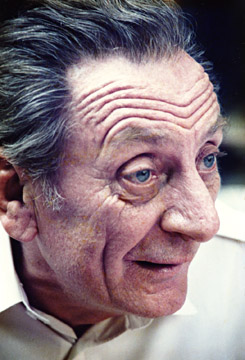
Peter Leger

Peter Rudolf Leger (* 4. Mai 1924 in Brünn; † 17. Oktober 1991) war ein politischer Karikaturist.

## Leben
Peter Leger kam in Brünn in der Tschechoslowakei als Sohn des Kunstprofessors Rudolf Leger und der Lehrerin Wilhelmine Leger, geborene Neumann, zur Welt. Sein jüngerer Bruder war der Schriftsteller und spätere Management-Berater Herbert Leger.
Nach dem Abitur besuchte Peter Leger ab 1942 die Kunstgewerbeschule in Brünn, wurde jedoch bald zur Wehrmacht eingezogen. Nach Kriegsende blieb er bis 1946 in amerikanischer Gefangenschaft. Anschließend ging er nach Norddeutschland, wo seine Mutter inzwischen lebte. Sein Vater hatte den Krieg nicht überlebt, er starb gegen Ende des Krieges an einer Blutvergiftung.
In Schwarmstedt ließ sich Peter Leger nieder und finanzierte hier zunächst sein Leben durch Landschaftsmalerei und begann zu zeichnen. Zuerst waren es humorvolle Illustrationen für die Tagespresse, ab 1947 wurden politische Karikaturen als „gezeichnete Leitartikel“ sein künstlerischer Schwerpunkt. 1948 wurde er mit dem zweiten Preis der Deutschen Presseausstellung in Hannover geehrt.
1950 lernte Leger seine spätere Frau Gisela kennen, die er 1951 heiratete. Sie brachte einen Sohn mit in die Ehe. Peter Leger ließ sich in Hannover nieder und wurde Vater von zwei Töchtern. Er arbeitete für große Tageszeitungen und Magazine, Partei- und Gewerkschaftsblätter. Im März 1959 veröffentlichte das SPD-Blatt „Arbeit und Freiheit“ von ihm eine Karikatur, in der Peter Leger den damaligen Verteidigungsminister Franz Josef Strauß als „Teppichbeißer“ darstellte. Strauß zeigte ihn an. Das Bonner Schöffengericht verurteilte den Zeichner zwei Jahre später zu einer Geldstrafe von 300 Mark. Der Spiegel berichtete darüber in seiner Ausgabe vom 26. April 1961. Von 1963 bis zu seinem Tod gehörte Peter Leger zum Stamm der „Hauszeichner“ der Süddeutschen Zeitung. Das waren neben Peter Leger die Karikaturisten Gabor Benedek, Ernst Hürlimann, Ernst Maria Lang, Marie Marcks, Luis Murschetz, Gustav Peichl (Ironimus) und Ivan Steiger.
Peter Leger starb am 17. Oktober 1991 im Alter von 67 Jahren. Die Sammlung seiner Karikaturen befindet sich im Haus der Geschichte, Bonn.